# Valvestino
Valvestino (lombardul: Alvistì) település Olaszországban, Lombardia régióban, Brescia megyében. Lakosainak száma 167 fő (2023. január 1.). Valvestino Bondone, Gargnano, Idro, Capovalle, Tignale és Magasa községekkel határos.

## Népesség
A település lakossága az elmúlt években az alábbi módon változott:
| Lakosok száma | 186  | 185  | 167  |
|               | 2017 | 2018 | 2023 |